# Ligue des champions de futsal de l'UEFA 2020-2021
Navigation
2019-2020 2021-2022
La Ligue des champions de futsal de l'UEFA 2020-2021 est la 20e édition de la compétition.

## Format de la compétition
Contrairement aux autres années et motivé par la pandémie de Covid-19, toute la compétition se dispute en tournoi à élimination directe en matches secs accouchant d'une phase finale à huit équipes,.
La Minsk Arena au Belarus accueille la phase finale de la compétition en avril 2021. Le 23 février 2021, en raison de la situation épidémiologique en Biélorussie, l'UEFA déplace la phase finale à Zagreb en Croatie.
Toutes les rencontres se jouent à huis clos en raison de la pandémie. Après le tirage au sort, les deux clubs et l'UEFA se mettent d'accord pour déterminer la date du match durant la semaine bloquée par l'instance.
| Tour              | Tirage au sort   | Dates de matchs     |
| ----------------- | ---------------- | ------------------- |
| Tour préliminaire | 27 octobre 2020  | 24–29 novembre 2020 |
| 16e de finale     | 9 décembre 2020  | 12–17 janvier 2021  |
| 8e de finale      | 21 janvier 2021  | 16–21 février 2021  |
| Finale à 8        | coefficient UEFA | Avril-mai 2021      |

## Clubs participants
| Liste des clubs par indice UEFA |
| --- |
| - FC Barcelone (ESP, tenant du titre) coefficient 69.001 1. Inter FS (ESP) 60.667 2. Sporting CP (POR) 57.999 3. Kairat Almaty (KAZ) 35.667 4. Benfica (POR) 33.332 5. KPRF (RUS) 24.000 6. TTG-Ugra (RUS) 20.333 7. Aktobe (KAZ) 16.000 8. Dobovec (SVN) 14.501 9. Italservice Pesaro (ITA) 14.167 10. Kherson (UKR) 14.000 11. Record Bielsko-Biała (POL) 10.502 12. Chrudim (CZE) 10.333 13. Vytis (LTU) 7.749 14. Leo Futsal Club (ARM) 7.500 15. Araz Naxçivan (AZE) 6.999 16. Olmissum (CRO)* 6.834 17. Berettyóújfalu (HUN) 6.500 18. Futsal Team Charleroi (BEL) 6.000 19. Viten Orsha (BLR) 5.501 20. Luxol St Andrews (MLT) 5.167 21. Lučenec (SVK) 4.916 22. Crvena zvezda (SRB)* 4.667 23. Hovocubo (NED) 4.667 24. Hohenstein-Ernstthal (GER) 3.833 25. Shkupi 1927 (MKD) 3.833 26. United Galati (ROU)* 3.667 27. Futsal Minerva (SUI) 3.376 28. FC Salines (BIH)* 2.834 29. Omonia Nicosia (CYP) 2.417 30. FC Prishtina (KOS)* 2.334 31. London Helvecia (ENG) 2.168 32. ACCS Asnières Villeneuve 92* (FRA) 2.084 33. Futsal Gentofte (DEN) 2.084 34. Tbilissi State University (GEO) 2.000 35. Allstars Wiener Neustadt (AUT) 2.000 36. Hammarby (SWE)* 1.667 37. Petrow (LVA)* 1.667 38. SMS Vimsi (EST) 1.500 39. Akaa (FIN)* 1.333 40. KMF Titograd (MNE) 1.167 41. Lynx FC (GIB) 1.001 42. AEK Futsal Club (GRE) 0.750 43. KF Tirana (ALB) 0.750 44. Piyalepaşa (TUR)* 0.667 45. Utleira Idrettslag (NOR)* 0.667 46. Dolphins Ashdod (ISR)* 0.583 47. Differdange (LUX) 0.583 48. Blue Magic FC Dublin (IRL) 0.583 49. Cherno More Varna (BUL)* 0.500 50. PYF Saltires (SCO) 0.500 51. Swansea University (WAL)* 0.250 52. FC Encamp (AND) 0.250 53. FC Fiorentino (SMR) 0.084 54. Rosario Futsal Club (NIR)* 0.000 En gras : clubs entrant en lice en seizième de finale. * : première participation à la compétition |

Le Kairat dispute la compétition pour la 17e fois, un record.
Quinze champions nationaux effectue leur première apparition sur la scène européenne.
46 des 55 équipes engagées commencent au tour préliminaire de novembre,. Quatre nations (Espagne, Portugal, Russie et Kazakhstan) ont deux clubs chacune. Les huit représentants de ces pays font partie des neuf clubs qualifiés d'office pour les seizièmes de finale de janvier, aux côtés de Dobovec (Slovénie), neuvième au classement UEFA.
|                                | Équipes qualifiées                | Équipes entrant en lice                       |
| ------------------------------ | --------------------------------- | --------------------------------------------- |
| Tour préliminaire (46 équipes) | -                                 | - 46 équipes classées 9e–54e                  |
| 16es de finale (32 équipes)    | - 23 qualifiés du tour prélim.    | - Tenant du titre - 8 équipes classées 1er–8e |
| 8es de finale (16 équipes)     | - 16 qualifiés des 16es de finale | -                                             |
| Finale à 8 (8 équipes)         | - 8 qualifiés des 8es de finale   | -                                             |

## Tour préliminaire

### Tirage au sort
| Liste des 46 clubs par indice UEFA |
| --- |
| 1. Italservice Pesaro (ITA) 14.167 2. Kherson (UKR) 14.000 3. Record Bielsko-Biała (POL) 10.502 4. Chrudim (CZE) 10.333 5. Vytis (LTU) 7.749 6. Leo Futsal Club (ARM) 7.500 7. Araz Naxçivan (AZE) 6.999 8. Olmissum (CRO)* 6.834 9. Berettyóújfalu (HUN) 6.500 10. Futsal Team Charleroi (BEL) 6.000 11. Viten Orsha (BLR) 5.501 12. Luxol St Andrews (MLT) 5.167 13. Lučenec (SVK) 4.916 14. Crvena zvezda (SRB)* 4.667 15. Hovocubo (NED) 4.667 16. Hohenstein-Ernstthal (GER) 3.833 17. Shkupi 1927 (MKD) 3.833 18. United Galati (ROU)* 3.667 19. Futsal Minerva (SUI) 3.376 20. FC Salines (BIH)* 2.834 21. Omonia Nicosia (CYP) 2.417 22. FC Prishtina (KOS)* 2.334 23. London Helvecia (ENG) 2.168 24. ACCS Asnières Villeneuve 92* (FRA) 2.084 25. Futsal Gentofte (DEN) 2.084 26. Tbilissi State University (GEO) 2.000 27. Allstars Wiener Neustadt (AUT) 2.000 28. Hammarby (SWE)* 1.667 29. Petrow (LVA)* 1.667 30. SMS Vimsi (EST) 1.500 31. Akaa (FIN)* 1.333 32. KMF Titograd (MNE) 1.167 33. Lynx FC (GIB) 1.001 34. AEK Futsal Club (GRE) 0.750 35. KF Tirana (ALB) 0.750 36. Piyalepaşa (TUR)* 0.667 37. Utleira Idrettslag (NOR)* 0.667 38. Dolphins Ashdod (ISR)* 0.583 39. Differdange (LUX) 0.583 40. Blue Magic FC Dublin (IRL) 0.583 41. Cherno More Varna (BUL)* 0.500 42. PYF Saltires (SCO) 0.500 43. Swansea University (WAL)* 0.250 44. FC Encamp (AND) 0.250 45. FC Fiorentino (SMR) 0.084 46. Rosario Futsal Club (NIR)* 0.000 * : première participation à la compétition |

Les 46 équipes sont classées sur la base de leurs coefficients de club de futsal de l'UEFA (les 23 premiers sont têtes de série). Avant le tirage au sort, les équipes ne pouvant accueillir en informent l'UEFA (indiquée en italique ci-dessous). Celle-ci divise ensuite les équipes en six groupes contenant un nombre égal de tête de série et non-classée, qui sont tirées au sort séparément.
| Groupe 1                                                    | Groupe 1                                      | Groupe 2                                                             | Groupe 2                                                | Groupe 3                                                     | Groupe 3                                                           |
| Tête de série                                               | Non-classée                                   | Tête de série                                                        | Non-classée                                             | Tête de série                                                | Non-classée                                                        |
| ----------------------------------------------------------- | --------------------------------------------- | -------------------------------------------------------------------- | ------------------------------------------------------- | ------------------------------------------------------------ | ------------------------------------------------------------------ |
| - Chrudim - Olmissum - MIMEL Lučenec - Hohenstein-Ernstthal | - Petrow - Viimsi Smsraha - Akaa - Piyalepaşa | - Viten Orsha - Luxol St Andrews - Étoile rouge de Belgrade - Shkupi | - ACCS - Allstars - Blue Magic - Cherno More            | - Pesaro - Charleroi - Salines - Prishtina                   | - Titograd - Lynx - Tirana - Encamp                                |
| Groupe 4                                                    | Groupe 4                                      | Groupe 5                                                             | Groupe 5                                                | Groupe 6                                                     | Groupe 6                                                           |
| Tête de série                                               | Non-classée                                   | Tête de série                                                        | Non-classée                                             | Tête de série                                                | Non-classée                                                        |
| - Prodexim Kherson - Leo - Araz Naxçivan - Omonia           | - Gentofte - AEK - Fiorentino - Rosario       | - Vytis - Hovocubo - Minerva - Helvecia                              | - Hammarby IF - Utleira - Differdange 03 - PYF Saltires | - Rekord Bielsko-Biała - MVFC Berettyóújfalu - United Galați | - Tbilissi State University - Ashdod Dolphins - Swansea University |

Ordre du tirage au sort
1. Une tête de série accueillant contre une équipe non-classée ne pouvant pas accueillir, jusqu'à ce que toutes ces dernières soient tirées ;
2. Une tête de série ne pouvant recevoir contre une équipe non-classée accueillant, jusqu'à ce que toutes ces dernières soient tirées ;
3. Une tête de série accueillant contre une équipe non-classée capable d'accueillir, la première équipe tirée au sort étant l'équipe locale.

### Résultats
Les rencontres se jouent entre le mardi 24 et dimanche 29 novembre 2020,.
Cinq équipes passent le tour préliminaire pour leur première participation à la compétition : Olmissum, United Galati, Salines, Prishtina Futsal, ACCS.
| Domicile                  | Score       | Extérieur           |
| ------------------------- | ----------- | ------------------- |
| Olmissum                  | 9–1         | Viimsi Smsraha      |
| Hohenstein-Ernstthal      | 6–2         | Piyalepaşa          |
| Petrow                    | 3–4 ap      | MIMEL Lučenec       |
| Chrudim                   | 2–1         | Akaa                |
| Shkupi                    | 3–0         | Blue Magic          |
| Allstars                  | 2–6         | Luxol St Andrews    |
| ACCS                      | 7–3         | Red Star Belgrade   |
| Viten Orsha               | 7–0         | Cherno More         |
| Charleroi                 | 13–1        | Lynx                |
| Prishtina                 | 3–0         | Tirana              |
| Titograd                  | 0–6         | Pesaro              |
| Encamp                    | 3–10        | Salines             |
| Omonia                    | 6–0         | Fiorentino          |
| Prodexim Kherson          | 28–1        | Rosario             |
| Gentofte                  | forfait     | Leo                 |
| AEK                       | 3–3 tab 4–3 | Araz Naxçivan       |
| Minerva                   | forfait     | PYF Saltires        |
| Vytis                     | 3–1         | Hammarby IF         |
| Differdange 03            | 6–0         | Helvecia            |
| Utleira                   | 0–11        | Hovocubo            |
| Rekord Bielsko-Biała      | 6–0         | Swansea University  |
| United Galați             | 1–0         | Ashdod Dolphins     |
| Tbilissi State University | 3–4         | MVFC Berettyóújfalu |

### Détails des matchs
| 28 novembre 2020 | Olmissum                                                                                                 | 9–1 | Viimsi Smsraha       |                                                                                                |                                                                                                |
| 20:00            | Jurlina 1re 39e · Horvat 5e · Pavić 6e · Kustura 12e 35e · Merkurjev 13e (csc) · Juretić 18e · Jurić 21e |     | Merkurjev 35e (pen.) | Sportska Dvorana Ribnjak, Omiš Spectateurs : huis clos Arbitrage : Martin Matula & Peter Budac | Sportska Dvorana Ribnjak, Omiš Spectateurs : huis clos Arbitrage : Martin Matula & Peter Budac |
| 20:00            | rapport                                                                                                  |     |                      | Sportska Dvorana Ribnjak, Omiš Spectateurs : huis clos Arbitrage : Martin Matula & Peter Budac | Sportska Dvorana Ribnjak, Omiš Spectateurs : huis clos Arbitrage : Martin Matula & Peter Budac |

| 28 novembre 2020 | Hohenstein-Ernstthal                                                      | 6–2 | Piyalepaşa                  | | |
| 16:15            | Klima 11e · Wittig 16e · Oliveira 24e · Fogaca Valente 25e 39e · Míča 34e |     | Altunay 4e · Can Vardar 38e | HOT-Sportzentrum, Hohenstein-Ernstthal Spectateurs : huis clos Arbitrage : David Urdanoz Apezteguia & Javier Moreno Reina | HOT-Sportzentrum, Hohenstein-Ernstthal Spectateurs : huis clos Arbitrage : David Urdanoz Apezteguia & Javier Moreno Reina |
| 16:15            | rapport                                                                   |     |                             | HOT-Sportzentrum, Hohenstein-Ernstthal Spectateurs : huis clos Arbitrage : David Urdanoz Apezteguia & Javier Moreno Reina | HOT-Sportzentrum, Hohenstein-Ernstthal Spectateurs : huis clos Arbitrage : David Urdanoz Apezteguia & Javier Moreno Reina |

| 28 novembre 2020  | Petrow                                     | 3–4 | MIMEL Lučenec                              | | |
| 12:00 (13:00 EET) | Jerofejevs 11e · Mi. Babris 34e · Seņs 40e |     | Serbin 6e 48e · Brunovský 14e · Rafael 23e | Zemgale Olympic Center, Jelgava Spectateurs : huis clos Arbitrage : Jacob Pawlowski & Christian Gundler | Zemgale Olympic Center, Jelgava Spectateurs : huis clos Arbitrage : Jacob Pawlowski & Christian Gundler |
| 12:00 (13:00 EET) | rapport                                    |     |                                            | Zemgale Olympic Center, Jelgava Spectateurs : huis clos Arbitrage : Jacob Pawlowski & Christian Gundler | Zemgale Olympic Center, Jelgava Spectateurs : huis clos Arbitrage : Jacob Pawlowski & Christian Gundler |

| 28 novembre 2020 | Chrudim                           | 2–1 | Akaa         |                                                                                                   |                                                                                                   |
| 19:00            | Stankovic 4e (csc) · Slováček 18e |     | Grönholm 31e | Sports Hall Chrudim, Chrudim Spectateurs : huis clos Arbitrage : Murat Colak & Fatma Özlem Tursun | Sports Hall Chrudim, Chrudim Spectateurs : huis clos Arbitrage : Murat Colak & Fatma Özlem Tursun |
| 19:00            | rapport                           |     |              | Sports Hall Chrudim, Chrudim Spectateurs : huis clos Arbitrage : Murat Colak & Fatma Özlem Tursun | Sports Hall Chrudim, Chrudim Spectateurs : huis clos Arbitrage : Murat Colak & Fatma Özlem Tursun |

| 29 novembre 2020 | Shkupi                                                | 3–0 | Blue Magic | | |
| 19:45            | Seferi 6e (pen.) · Lemes Soares 29e (csc) · Nezir 40e |     |            | Centre sportif Yané Sandanski, Skopje Spectateurs : huis clos Arbitrage : Julien Lang & Aurélien Uzan | Centre sportif Yané Sandanski, Skopje Spectateurs : huis clos Arbitrage : Julien Lang & Aurélien Uzan |
| 19:45            | rapport                                               |     |            | Centre sportif Yané Sandanski, Skopje Spectateurs : huis clos Arbitrage : Julien Lang & Aurélien Uzan | Centre sportif Yané Sandanski, Skopje Spectateurs : huis clos Arbitrage : Julien Lang & Aurélien Uzan |

| 28 novembre 2020 | Allstars                | 2–6 | Luxol St. Andrews                                                  | | |
| 14:00            | Lokovšek 0e · Yörük 32e |     | Nikvashvili 5e 39e · Celino Alves 7e 27e · Maikinho 22e · Vevé 28e | Landessportzentrum VIVA, Steinbrunn Spectateurs : huis clos Arbitrage : Raafat Al Hamola & Idan Berenshtein | Landessportzentrum VIVA, Steinbrunn Spectateurs : huis clos Arbitrage : Raafat Al Hamola & Idan Berenshtein |
| 14:00            | rapport                 |     |                                                                    | Landessportzentrum VIVA, Steinbrunn Spectateurs : huis clos Arbitrage : Raafat Al Hamola & Idan Berenshtein | Landessportzentrum VIVA, Steinbrunn Spectateurs : huis clos Arbitrage : Raafat Al Hamola & Idan Berenshtein |

| 25 novembre 2020 | ACCS                                                                 | 7–3 | Étoile rouge de Belgrade       | | |
| 19:00            | Lutin 11e 13e 27e · Mohammed 16e 31e · Bruno Coelho 20e · Belhaj 27e |     | Perić 13e · Stojcevski 20e 27e | Teddy Riner Arena, Asnières-sur-Seine Spectateurs : huis clos Arbitrage : Ruben António Cardoso Santos & Filipe Gonçalo Santos Duarte | Teddy Riner Arena, Asnières-sur-Seine Spectateurs : huis clos Arbitrage : Ruben António Cardoso Santos & Filipe Gonçalo Santos Duarte |
| 19:00            | rapport                                                              |     |                                | Teddy Riner Arena, Asnières-sur-Seine Spectateurs : huis clos Arbitrage : Ruben António Cardoso Santos & Filipe Gonçalo Santos Duarte | Teddy Riner Arena, Asnières-sur-Seine Spectateurs : huis clos Arbitrage : Ruben António Cardoso Santos & Filipe Gonçalo Santos Duarte |

| 28 novembre 2020  | Viten Orsha                                             | 7–0 | Cherno More | | |
| 14:00 (16:00 FET) | Kozel 13e 14e 17e 18e · Rogovik 16e · Peremitin 31e 34e |     |             | Stade olympique de Mahiliow, Mahiliow Spectateurs : huis clos Arbitrage : David Grøndal Nissen & Martin Køster | Stade olympique de Mahiliow, Mahiliow Spectateurs : huis clos Arbitrage : David Grøndal Nissen & Martin Køster |
| 14:00 (16:00 FET) | rapport                                                 |     |             | Stade olympique de Mahiliow, Mahiliow Spectateurs : huis clos Arbitrage : David Grøndal Nissen & Martin Køster | Stade olympique de Mahiliow, Mahiliow Spectateurs : huis clos Arbitrage : David Grøndal Nissen & Martin Køster |

| 27 novembre 2020 | Charleroi | 13–1 | Lynx       |                                                                                            |                                                                                            |
| 20:00            | Ghislandi 1re 11e 38e · El Fakiri 4e 15e · Canaris 14e · Salhi 22e · Rahou 25e · Adnane 26e 26e · Dahbi Reda 30e · Chaibai 30e 39e |      | Sánchez 9e | La Garenne, Charleroi Spectateurs : huis clos Arbitrage : Norbert Szilágyi & Dario Pezzuto | La Garenne, Charleroi Spectateurs : huis clos Arbitrage : Norbert Szilágyi & Dario Pezzuto |
| 20:00            | rapport |      |            | La Garenne, Charleroi Spectateurs : huis clos Arbitrage : Norbert Szilágyi & Dario Pezzuto | La Garenne, Charleroi Spectateurs : huis clos Arbitrage : Norbert Szilágyi & Dario Pezzuto |

| 25 novembre 2020 | Prishtina                       | 3–0 | Tirana | | |
| 20:00            | Dervishaj 10e 34e · Rukovci 25e |     |        | Palace of Youth and Sports, Pristina Spectateurs : huis clos Arbitrage : Ingus Puriņš & Eduards Fatkuļins | Palace of Youth and Sports, Pristina Spectateurs : huis clos Arbitrage : Ingus Puriņš & Eduards Fatkuļins |
| 20:00            | rapport                         |     |        | Palace of Youth and Sports, Pristina Spectateurs : huis clos Arbitrage : Ingus Puriņš & Eduards Fatkuļins | Palace of Youth and Sports, Pristina Spectateurs : huis clos Arbitrage : Ingus Puriņš & Eduards Fatkuļins |

| 28 novembre 2020 | Titograd | 0–6 | Pesaro                                                                                  | | |
| 19:00            |          |     | Marcelo 2e · Júlio de Oliveira 9e · Borruto 13e · Canal 15e · Fortini 21e · Honorio 28e | Verde Complex, Podgorica Spectateurs : huis clos Arbitrage : Bogdan Valentin Hanceariuc & Liviu Dumitru Chita | Verde Complex, Podgorica Spectateurs : huis clos Arbitrage : Bogdan Valentin Hanceariuc & Liviu Dumitru Chita |
| 19:00            | rapport  |     |                                                                                         | Verde Complex, Podgorica Spectateurs : huis clos Arbitrage : Bogdan Valentin Hanceariuc & Liviu Dumitru Chita | Verde Complex, Podgorica Spectateurs : huis clos Arbitrage : Bogdan Valentin Hanceariuc & Liviu Dumitru Chita |

| 28 novembre 2020 | Encamp                      | 3–10 | Salines                                                                                        | | |
| 19:00            | Saviola 29e 29e · Alves 34e |      | Sesar 1re 8e 13e 24e · Matijević 13e · Imširović 16e · Mataja 26e 34e · Avdić 27e · Šešelj 28e | Centre Esportiu i Socio Cultural d'Encamp, Encamp Spectateurs : huis clos Arbitrage : Vitali Rakutski & Volha Pauliuts | Centre Esportiu i Socio Cultural d'Encamp, Encamp Spectateurs : huis clos Arbitrage : Vitali Rakutski & Volha Pauliuts |
| 19:00            | rapport                     |      |                                                                                                | Centre Esportiu i Socio Cultural d'Encamp, Encamp Spectateurs : huis clos Arbitrage : Vitali Rakutski & Volha Pauliuts | Centre Esportiu i Socio Cultural d'Encamp, Encamp Spectateurs : huis clos Arbitrage : Vitali Rakutski & Volha Pauliuts |

| 26 novembre 2020  | Omonia                                                      | 6–0 | Fiorentino |                                                                                                 |                                                                                                 |
| 15:00 (16:00 EET) | Manoli 19e 32e · Mantelli 20e 20e · Preá 32e · El Kebbe 35e |     |            | Eleftheria Indoor Hall, Nicosie Spectateurs : huis clos Arbitrage : Omar Rafiq & Telmen Undrakh | Eleftheria Indoor Hall, Nicosie Spectateurs : huis clos Arbitrage : Omar Rafiq & Telmen Undrakh |
| 15:00 (16:00 EET) | rapport                                                     |     |            | Eleftheria Indoor Hall, Nicosie Spectateurs : huis clos Arbitrage : Omar Rafiq & Telmen Undrakh | Eleftheria Indoor Hall, Nicosie Spectateurs : huis clos Arbitrage : Omar Rafiq & Telmen Undrakh |

| 28 novembre 2020  | Prodexim Kherson | 28–1 | Rosario     | | |
| 13:00 (14:00 EET) | Roninho 4e 15e 21e 26e · Shoturma 5e 5e 13e 14e 23e 30e 37e · Korsun 7e · Bilotserkivets 8e · Claudio 10e 10e 26e · Maievskyi 11e 38e · Sorokin 22e 34e · Zvarych 30e · Volianiuk 32e 39e · Mospan 33e 38e 39e · Da Rosa 36e · Volkov 39e |      | Baggley 21e | SK Black Lake PSV, Odessa Spectateurs : huis clos Arbitrage : Lars Van Leeuwen & Jacob Willem Machiel Van Dijke | SK Black Lake PSV, Odessa Spectateurs : huis clos Arbitrage : Lars Van Leeuwen & Jacob Willem Machiel Van Dijke |
| 13:00 (14:00 EET) | rapport |      |             | SK Black Lake PSV, Odessa Spectateurs : huis clos Arbitrage : Lars Van Leeuwen & Jacob Willem Machiel Van Dijke | SK Black Lake PSV, Odessa Spectateurs : huis clos Arbitrage : Lars Van Leeuwen & Jacob Willem Machiel Van Dijke |

| 25 novembre 2020 | Gentofte | 5–0 (forfait) | Leo |                          |                          |
| 16:00            |          |               |     | Gentoftehallen, Gentofte | Gentoftehallen, Gentofte |
| 16:00            | rapport  |               |     | Gentoftehallen, Gentofte | Gentoftehallen, Gentofte |

| 28 novembre 2020  | AEK                                                     | 3–3 4–3 t. a. b. | Araz Naxçivan                                             |                                                                                              |                                                                                              |
| 13:30 (14:30 EET) | Manos 1re · Panou 19e 27e                               |                  | Farzaliyev 24e · Atayev 33e · Chovdarov 37e               | Dais Sports Hall, Athènes Spectateurs : huis clos Arbitrage : Carl Hughes & Valentin Ciuplea | Dais Sports Hall, Athènes Spectateurs : huis clos Arbitrage : Carl Hughes & Valentin Ciuplea |
| 13:30 (14:30 EET) | rapport                                                 |                  |                                                           | Dais Sports Hall, Athènes Spectateurs : huis clos Arbitrage : Carl Hughes & Valentin Ciuplea | Dais Sports Hall, Athènes Spectateurs : huis clos Arbitrage : Carl Hughes & Valentin Ciuplea |
| 13:30 (14:30 EET) | Asimakopoulos · Manos · Panou · Delaportas · Tarnanidis | Tirs au but 4–3  | Baghirov · Chovdarov · Borges Souza · Farzaliyev · Atayev | Dais Sports Hall, Athènes Spectateurs : huis clos Arbitrage : Carl Hughes & Valentin Ciuplea | Dais Sports Hall, Athènes Spectateurs : huis clos Arbitrage : Carl Hughes & Valentin Ciuplea |

| 26 novembre 2020 | Minerva | 5–0 (forfait) | PYF Saltires |                                |                                |
| 19:00            |         |               |              | Sporthalle Weissenstein, Berne | Sporthalle Weissenstein, Berne |
| 19:00            | rapport |               |              | Sporthalle Weissenstein, Berne | Sporthalle Weissenstein, Berne |

| 24 novembre 2020  | Vytis                          | 3–1 | Hammarby IF |                                                                                                 |                                                                                                 |
| 19:00 (20:00 EET) | Reimaris 7e 8e · Sendžikas 17e |     | Yasar 6e    | Jonava Sports Arena, Jonava Spectateurs : huis clos Arbitrage : David Schaerli & Adrian Tschopp | Jonava Sports Arena, Jonava Spectateurs : huis clos Arbitrage : David Schaerli & Adrian Tschopp |
| 19:00 (20:00 EET) | rapport                        |     |             | Jonava Sports Arena, Jonava Spectateurs : huis clos Arbitrage : David Schaerli & Adrian Tschopp | Jonava Sports Arena, Jonava Spectateurs : huis clos Arbitrage : David Schaerli & Adrian Tschopp |

| 29 novembre 2020 | Differdange 03                                         | 6–0 | Helvecia | | |
| 16:30            | De Sa Lima Torres 12e 22e 34e · Djô 24e · Teka 25e 38e |     |          | Complexe Sportif Cosnes-et-Romain, Cosnes-et-Romain (France) Spectateurs : huis clos Arbitrage : Kaloyan Kirilov & Ivo Tsenov | Complexe Sportif Cosnes-et-Romain, Cosnes-et-Romain (France) Spectateurs : huis clos Arbitrage : Kaloyan Kirilov & Ivo Tsenov |
| 16:30            | rapport                                                |     |          | Complexe Sportif Cosnes-et-Romain, Cosnes-et-Romain (France) Spectateurs : huis clos Arbitrage : Kaloyan Kirilov & Ivo Tsenov | Complexe Sportif Cosnes-et-Romain, Cosnes-et-Romain (France) Spectateurs : huis clos Arbitrage : Kaloyan Kirilov & Ivo Tsenov |

| 28 novembre 2020 | Utleira | 0–11 | Hovocubo |                                                                                                  |                                                                                                  |
| 16:00            |         |      | Mellah 0e 31e · Velseboer 4e 33e · Aklalouch 11e · Darri 17e · Bouyouzan 19e (pen.) · Charraoui 20e 21e · Attahiri 21e 38e | Utleirahallen, Trondheim Spectateurs : huis clos Arbitrage : Sviatoslav Kliuchnyk & Denys Kutsyi | Utleirahallen, Trondheim Spectateurs : huis clos Arbitrage : Sviatoslav Kliuchnyk & Denys Kutsyi |
| 16:00            | rapport |      | | Utleirahallen, Trondheim Spectateurs : huis clos Arbitrage : Sviatoslav Kliuchnyk & Denys Kutsyi | Utleirahallen, Trondheim Spectateurs : huis clos Arbitrage : Sviatoslav Kliuchnyk & Denys Kutsyi |

| 25 novembre 2020 | Rekord Bielsko-Biała                                                               | 6–0 | Swansea University | | |
| 18:00            | Ribeiro 5e · Popławski 15e · Budniak 20e · Johnston 23e (csc) · Alex Viana 24e 34e |     |                    | Pod Debowcem Hall, Bielsko-Biała Spectateurs : huis clos Arbitrage : Grigori Ošomkov & Jagnar Jakobson | Pod Debowcem Hall, Bielsko-Biała Spectateurs : huis clos Arbitrage : Grigori Ošomkov & Jagnar Jakobson |
| 18:00            | rapport                                                                            |     |                    | Pod Debowcem Hall, Bielsko-Biała Spectateurs : huis clos Arbitrage : Grigori Ošomkov & Jagnar Jakobson | Pod Debowcem Hall, Bielsko-Biała Spectateurs : huis clos Arbitrage : Grigori Ošomkov & Jagnar Jakobson |

| 29 novembre 2020  | United Galați | 1–0 | Ashdod Dolphins | | |
| 15:00 (16:00 EET) | Cires 12e     |     |                 | Sala Sporturilor Dunarea, Galați Spectateurs : huis clos Arbitrage : Irina Velikanova & Tatiana Boltneva | Sala Sporturilor Dunarea, Galați Spectateurs : huis clos Arbitrage : Irina Velikanova & Tatiana Boltneva |
| 15:00 (16:00 EET) | rapport       |     |                 | Sala Sporturilor Dunarea, Galați Spectateurs : huis clos Arbitrage : Irina Velikanova & Tatiana Boltneva | Sala Sporturilor Dunarea, Galați Spectateurs : huis clos Arbitrage : Irina Velikanova & Tatiana Boltneva |

| 28 novembre 2020  | Tbilissi State University                     | 3–4 | MVFC Berettyóújfalu                               | | |
| 13:00 (16:00 GET) | Kekelia 31e · Ghavtadze 38e · Jvarashvili 40e |     | Alvarito 3e (pen.) 28e · Fernandes 7e · Szabó 29e | Nouveau palais des sports de Tbilissi, Tbilissi Spectateurs : huis clos Arbitrage : Chiara Perona & Shota Kukhilava | Nouveau palais des sports de Tbilissi, Tbilissi Spectateurs : huis clos Arbitrage : Chiara Perona & Shota Kukhilava |
| 13:00 (16:00 GET) | rapport                                       |     |                                                   | Nouveau palais des sports de Tbilissi, Tbilissi Spectateurs : huis clos Arbitrage : Chiara Perona & Shota Kukhilava | Nouveau palais des sports de Tbilissi, Tbilissi Spectateurs : huis clos Arbitrage : Chiara Perona & Shota Kukhilava |

## Seizièmes de finale

### Tirage au sort
| Liste des clubs qualifiés par indice UEFA |
| --- |
| 1. FC Barcelone (ESP, tenant du titre) coefficient 69.001 2. Inter FS (ESP) 60.667 3. Sporting CP (POR) 57.999 4. Kairat Almaty (KAZ) 35.667 5. Benfica (POR) 33.332 6. KPRF (RUS) 24.000 7. TTG-Ugra (RUS) 20.333 8. Aktobe (KAZ) 16.000 9. Dobovec (SVN) 14.501 10. Pesaro (ITA) 14.167 11. Kherson (UKR) 14.000 12. Record Bielsko-Biała (POL) 10.502 13. Chrudim (CZE) 10.333 14. Vytis (LTU) 7.749 15. Olmissum (CRO)* 6.834 16. Berettyóújfalu (HUN) 6.500 17. Futsal Team Charleroi (BEL) 6.000 18. Viten Orsha (BLR) 5.501 19. Luxol St Andrews (MLT) 5.167 20. Lučenec (SVK) 4.916 21. Hovocubo (NED) 4.667 22. Hohenstein-Ernstthal (GER) 3.833 23. Shkupi 1927 (MKD) 3.833 24. United Galati (ROU)* 3.667 25. Futsal Minerva (SUI) 3.376 26. FC Salines (BIH)* 2.834 27. Omonia Nicosia (CYP) 2.417 28. FC Prishtina (KOS)* 2.334 29. ACCS Asnières Villeneuve 92* (FRA) 2.084 30. Futsal Gentofte (DEN) 2.084 31. AEK Futsal Club (GRE) 0.750 32. Differdange (LUX) 0.583 En gras : clubs entrant en lice en seizième de finale. * : première participation à la compétition |

Les 32 équipes (23 qualifiés + neuf équipes exemptées indiquées en gras ci-dessous) sont classées sur la base de leurs coefficients de club de futsal de l'UEFA (les seize premiers sont têtes de série). Avant le tirage au sort, les équipes incapables d'accueillir (indiquées en italique ci-dessous) en informe l'UEFA. Celle-ci divise les équipes en quatre groupes tirés au sort séparément et contenant un nombre égal de têtes de série et d'équipes non-classées.
| Groupe 1                                     | Groupe 1                                                  | Groupe 2                                                                   | Groupe 2                                           |
| Têtes de série                               | Non-classées                                              | Têtes de série                                                             | Non-classées                                       |
| -------------------------------------------- | --------------------------------------------------------- | -------------------------------------------------------------------------- | -------------------------------------------------- |
| - FC Barcelone - Benfica - Dobovec - Chrudim | - Luxol St Andrews - Minerva - Prishtina - Differdange 03 | - Inter FS - Sporting CP - Pesaro - Olmissum                               | - Charleroi - Hovocubo - ACCS - Gentofte           |
| Groupe 3                                     | Groupe 3                                                  | Groupe 4                                                                   | Groupe 4                                           |
| Têtes de série                               | Non-classées                                              | Têtes de série                                                             | Non-classées                                       |
| - Kairat - Aktobe - Prodexim Kherson - Vytis | - Viten Orsha - Hohenstein-Ernstthal - Shkupi - AEK       | - KPRF - Gazprom-Ugra Yugorsk - Rekord Bielsko-Biała - MVFC Berettyóújfalu | - MIMEL Lučenec - United Galați - Salines - Omonia |

Ordre du tirage au sort (comme au tour préliminaire)
1. Une tête de série accueillant contre une équipe non-classée ne pouvant pas accueillir, jusqu'à ce que toutes ces dernières soient tirées ;
2. Une tête de série ne pouvant recevoir contre une équipe non-classée accueillant, jusqu'à ce que toutes ces dernières soient tirées ;
3. Une tête de série accueillant contre une équipe non-classée capable d'accueillir, la première équipe tirée au sort étant l'équipe locale.

### Résultats
Deux « équipes non-classées » s'imposent face à des têtes de série. Les Roumains d'United Galați (24e à l'indice UEFA des équipes encore en lice) s'imposent 3-6 chez les Polonais du Rekord Bielsko-Biała (12e). Et les Français d'ACCS (29e) gagne à domicile contre Pesaro (10e) au terme de la plus longue série de tirs au but de l’histoire du futsal UEFA (2-2 t. a. b. 8-7).
| Date                | Domicile             | Score       | Extérieur             |
| ------------------- | -------------------- | ----------- | --------------------- |
| Vendredi 15 janvier | FC Barcelone         | 9 - 2       | FC Prishtina          |
| Samedi 16 janvier   | Viten Orsha          | 3 - 5       | Kairat Almaty         |
| Samedi 16 janvier   | Inter FS             | 6 - 2       | Hovocubo              |
| Samedi 16 janvier   | Kherson              | 5 - 1       | Shkupi 1927           |
| Samedi 16 janvier   | AEK Futsal Club      | 2 - 5       | Aktobe                |
| Samedi 16 janvier   | Sporting CP          | 12 - 1      | Futsal Gentofte       |
| Samedi 16 janvier   | Record Bielsko-Biała | 3 - 6       | United Galati         |
| Samedi 16 janvier   | Hohenstein-Ernstthal | 0 - 2       | Vytis                 |
| Samedi 16 janvier   | Omonia Nicosia       | 0 - 2       | Berettyóújfalu        |
| Samedi 16 janvier   | Lučenec              | 1 - 7       | KPRF                  |
| Samedi 16 janvier   | Luxol St. Andrews    | 2 - 3       | Dobovec               |
| Samedi 16 janvier   | FC Salines           | 2 - 5       | Ugra Yugorsk          |
| Samedi 16 janvier   | Olmissum             | 4 - 1       | Futsal Team Charleroi |
| Samedi 16 janvier   | ACCS AV 92           | 2-2 tab 8-7 | Pesaro                |
| Samedi 16 janvier   | Chrudim              | 4 - 0       | Differdange           |
| Samedi 16 janvier   | Futsal Minerva       | 1 - 5       | Benfica               |

### Détails des matchs
| 15 janvier 2021 | FC Barcelone                                                                                           | 9 - 2 | Prishtina                 |                                                                          |                                                                          |
| 18:30           | Dyego 12e · Esquerdinha 14e, 21e, 31' · Shiraishi 16e · Joselito 17e · Rodrigues 19e · Povill 33e, 38e |       | Dervishaj 18e · Ibiši 26e | Palau Blaugrana, Barcelone Arbitrage : Daniel Deca & Liviu Dumitru Chita | Palau Blaugrana, Barcelone Arbitrage : Daniel Deca & Liviu Dumitru Chita |
| 18:30           | rapport                                                                                                |       |                           | Palau Blaugrana, Barcelone Arbitrage : Daniel Deca & Liviu Dumitru Chita | Palau Blaugrana, Barcelone Arbitrage : Daniel Deca & Liviu Dumitru Chita |

| 16 janvier 2021 | Luxol St Andrews | 2 - 3 | Dobovec | | |
| 18:00           |                  |       |         | Tal-Qroqq University Sports Hall, Il-Gżira Spectateurs : huis clos Arbitrage : Michael Christofides & Nicolas Nicolaou | Tal-Qroqq University Sports Hall, Il-Gżira Spectateurs : huis clos Arbitrage : Michael Christofides & Nicolas Nicolaou |
| 18:00           | rapport          |       |         | Tal-Qroqq University Sports Hall, Il-Gżira Spectateurs : huis clos Arbitrage : Michael Christofides & Nicolas Nicolaou | Tal-Qroqq University Sports Hall, Il-Gżira Spectateurs : huis clos Arbitrage : Michael Christofides & Nicolas Nicolaou |

| 16 janvier 2021 | Minerva | 1 - 5 | Benfica |                                                                                                   |                                                                                                   |
| 19:00           |         |       |         | Sporthalle Weissenstein, Berne Spectateurs : huis clos Arbitrage : Tomasz Frak & Damian Grabowski | Sporthalle Weissenstein, Berne Spectateurs : huis clos Arbitrage : Tomasz Frak & Damian Grabowski |
| 19:00           | rapport |       |         | Sporthalle Weissenstein, Berne Spectateurs : huis clos Arbitrage : Tomasz Frak & Damian Grabowski | Sporthalle Weissenstein, Berne Spectateurs : huis clos Arbitrage : Tomasz Frak & Damian Grabowski |

| 16 janvier 2021 | Chrudim | 4 - 0 | Differdange 03 |                                                                                            |                                                                                            |
| 19:00           |         |       |                | Sports Hall Chrudim, Chrudim Spectateurs : huis clos Arbitrage : Farik Keco & Igor Puzović | Sports Hall Chrudim, Chrudim Spectateurs : huis clos Arbitrage : Farik Keco & Igor Puzović |
| 19:00           | rapport |       |                | Sports Hall Chrudim, Chrudim Spectateurs : huis clos Arbitrage : Farik Keco & Igor Puzović | Sports Hall Chrudim, Chrudim Spectateurs : huis clos Arbitrage : Farik Keco & Igor Puzović |

| 16 janvier 2021 | Inter FS                                                                            | 6 - 2 | Hovocubo                      |                                                                                     |                                                                                     |
| 12:00           | Eric 5e · De Castro 12e · Fernando 15e · Guisel Costa 23e · Barbado 32e · Borja 38e |       | Aklalouch 19e · Velseboer 25e | Pabellón Jorge Garbajosa, Torrejón de Ardoz Arbitrage : Vedran Babic 1 Josip Dujmic | Pabellón Jorge Garbajosa, Torrejón de Ardoz Arbitrage : Vedran Babic 1 Josip Dujmic |
| 12:00           | rapport                                                                             |       |                               | Pabellón Jorge Garbajosa, Torrejón de Ardoz Arbitrage : Vedran Babic 1 Josip Dujmic | Pabellón Jorge Garbajosa, Torrejón de Ardoz Arbitrage : Vedran Babic 1 Josip Dujmic |

| Titulaires :  |                           |  |
|               |                           |  |
| 1             | Miodrag Aksentijević fine |  |
| 10            | Ricardinho                |  |
| 11            | Souheil Mouhoudine        |  |
| 13            | Carlos Ortiz              |  |
| 19            | Abdessamad Mohammed       |  |
|               |                           |  |
| Remplaçants : |                           |  |
| 12            | Moussa Diagouraga         |  |
| 20            | Faouziddine Abal          |  |
| 2             | Sid Ahmed Belhaj          |  |
| 5             | Bilal Bakkali             |  |
| 6             | Bruno Coelho 20e          |  |
| 8             | Soufiane El Mesrar        |  |
| 9             | Nelson Lutin              |  |
| 14            | Landry N'Gala             |  |
| 15            | Mamadou Touré             |  |
|               |                           |  |
| Entraîneur :  |                           |  |
| Jesús Velasco |                           |  |

| Titulaires :  |                           |  |
|               |                           |  |
| 1             | Michele Miarelli (en)     |  |
| 11            | Mauro Canal (en)          |  |
| 9             | Humberto Honorio (en)     |  |
| 19            | Marcelinho                |  |
| 14            | Pablo Taborda (it)        |  |
|               |                           |  |
| Remplaçants : |                           |  |
| 12            | Jacopo Dionisi            |  |
| 20            | Jhonson                   |  |
| 5             | Felipe Tonidandel         |  |
| 7             | Giuliano Fortini          |  |
| 8             | Javier Salas              |  |
| 10            | Cristian Borruto (en) 20e |  |
| 13            | Jefferson                 |  |
| 17            | Leandro Cuzzolino (en)    |  |
| 18            | Júlio De Oliveira         |  |
|               |                           |  |
| Entraîneur :  |                           |  |
| Fulvio Colini |                           |  |

| Titulaires :  |                           |  |
|               |                           |  |
| 1             | Miodrag Aksentijević fine |  |
| 10            | Ricardinho                |  |
| 11            | Souheil Mouhoudine        |  |
| 13            | Carlos Ortiz              |  |
| 19            | Abdessamad Mohammed       |  |
|               |                           |  |
| Remplaçants : |                           |  |
| 12            | Moussa Diagouraga         |  |
| 20            | Faouziddine Abal          |  |
| 2             | Sid Ahmed Belhaj          |  |
| 5             | Bilal Bakkali             |  |
| 6             | Bruno Coelho 20e          |  |
| 8             | Soufiane El Mesrar        |  |
| 9             | Nelson Lutin              |  |
| 14            | Landry N'Gala             |  |
| 15            | Mamadou Touré             |  |
|               |                           |  |
| Entraîneur :  |                           |  |
| Jesús Velasco |                           |  |

| Titulaires :  |                           |  |
|               |                           |  |
| 1             | Michele Miarelli (en)     |  |
| 11            | Mauro Canal (en)          |  |
| 9             | Humberto Honorio (en)     |  |
| 19            | Marcelinho                |  |
| 14            | Pablo Taborda (it)        |  |
|               |                           |  |
| Remplaçants : |                           |  |
| 12            | Jacopo Dionisi            |  |
| 20            | Jhonson                   |  |
| 5             | Felipe Tonidandel         |  |
| 7             | Giuliano Fortini          |  |
| 8             | Javier Salas              |  |
| 10            | Cristian Borruto (en) 20e |  |
| 13            | Jefferson                 |  |
| 17            | Leandro Cuzzolino (en)    |  |
| 18            | Júlio De Oliveira         |  |
|               |                           |  |
| Entraîneur :  |                           |  |
| Fulvio Colini |                           |  |

| 16 janvier 2021 | Olmissum | 4 - 1 | Charleroi | | |
| 19:00           |          |       |           | Sportska Dvorana Ribnjak, Omiš Spectateurs : huis clos Arbitrage : Adrian Tschopp & Marco Rothenfluh | Sportska Dvorana Ribnjak, Omiš Spectateurs : huis clos Arbitrage : Adrian Tschopp & Marco Rothenfluh |
| 19:00           | rapport  |       |           | Sportska Dvorana Ribnjak, Omiš Spectateurs : huis clos Arbitrage : Adrian Tschopp & Marco Rothenfluh | Sportska Dvorana Ribnjak, Omiš Spectateurs : huis clos Arbitrage : Adrian Tschopp & Marco Rothenfluh |

| 16 janvier 2021   | Sporting CP | 12 - 1 | Gentofte | | |
| 16:00 (15:00 WET) |             |        |          | Pavilhão João Rocha, Lisbonne Spectateurs : huis clos Arbitrage : Norbert Szilágyi & Annamaria Tolnay | Pavilhão João Rocha, Lisbonne Spectateurs : huis clos Arbitrage : Norbert Szilágyi & Annamaria Tolnay |
| 16:00 (15:00 WET) | rapport     |        |          | Pavilhão João Rocha, Lisbonne Spectateurs : huis clos Arbitrage : Norbert Szilágyi & Annamaria Tolnay | Pavilhão João Rocha, Lisbonne Spectateurs : huis clos Arbitrage : Norbert Szilágyi & Annamaria Tolnay |

| 16 janvier 2021   | AEK     | 2 - 5 | Aktobe | | |
| 14:00 (15:00 EET) |         |       |        | Dais Sports Hall, Athènes Spectateurs : huis clos Arbitrage : Clinton Mario Cassar & Stephen Vella | Dais Sports Hall, Athènes Spectateurs : huis clos Arbitrage : Clinton Mario Cassar & Stephen Vella |
| 14:00 (15:00 EET) | rapport |       |        | Dais Sports Hall, Athènes Spectateurs : huis clos Arbitrage : Clinton Mario Cassar & Stephen Vella | Dais Sports Hall, Athènes Spectateurs : huis clos Arbitrage : Clinton Mario Cassar & Stephen Vella |

| 16 janvier 2021   | Viten Orsha                             | 3 - 5 | Kairat                                                                      | | |
| 12:00 (14:00 FET) | Peremetin 28e · Kozel 34e · Gusakov 36e |       | Valaderes 1re · Humberto 16e · Favero 18e · Orazov 34e · Douglas Júnior 39e | Stade olympique de Mahiliow, Mahiliow Spectateurs : huis clos Arbitrage : Radim Cep & Filip Nesnera | Stade olympique de Mahiliow, Mahiliow Spectateurs : huis clos Arbitrage : Radim Cep & Filip Nesnera |
| 12:00 (14:00 FET) | rapport                                 |       |                                                                             | Stade olympique de Mahiliow, Mahiliow Spectateurs : huis clos Arbitrage : Radim Cep & Filip Nesnera | Stade olympique de Mahiliow, Mahiliow Spectateurs : huis clos Arbitrage : Radim Cep & Filip Nesnera |

| 16 janvier 2021   | Prodexim Kherson                                               | 5 - 1 | Shkupi | | |
| 13:00 (14:00 EET) | Zvarych 2e · Bilotserkivets 2e 33e · Claudio 37e · Da Rosa 40e |       |        | Yunist Sports Palace, Zaporijjia Spectateurs : huis clos Arbitrage : Volha Pauliuts & Anatol Ustsuizhanin | Yunist Sports Palace, Zaporijjia Spectateurs : huis clos Arbitrage : Volha Pauliuts & Anatol Ustsuizhanin |
| 13:00 (14:00 EET) | rapport                                                        |       |        | Yunist Sports Palace, Zaporijjia Spectateurs : huis clos Arbitrage : Volha Pauliuts & Anatol Ustsuizhanin | Yunist Sports Palace, Zaporijjia Spectateurs : huis clos Arbitrage : Volha Pauliuts & Anatol Ustsuizhanin |

| 16 janvier 2021 | Hohenstein-Ernstthal | 0 - 2 | Vytis | | |
| 16:15           |                      |       |       | HOT-Sportzentrum, Hohenstein-Ernstthal Spectateurs : huis clos Arbitrage : Ugur Cakmak & Fatma Özlem Tursun | HOT-Sportzentrum, Hohenstein-Ernstthal Spectateurs : huis clos Arbitrage : Ugur Cakmak & Fatma Özlem Tursun |
| 16:15           | rapport              |       |       | HOT-Sportzentrum, Hohenstein-Ernstthal Spectateurs : huis clos Arbitrage : Ugur Cakmak & Fatma Özlem Tursun | HOT-Sportzentrum, Hohenstein-Ernstthal Spectateurs : huis clos Arbitrage : Ugur Cakmak & Fatma Özlem Tursun |

| 16 janvier 2021 | FC Salines | 2 - 5 | Gazprom-Ugra Yugorsk |                                                                                       |                                                                                       |
| 19:00           |            |       |                      | Arena Hills, Sarajevo Spectateurs : huis clos Arbitrage : Yasin Alageyik & Jiri Bergs | Arena Hills, Sarajevo Spectateurs : huis clos Arbitrage : Yasin Alageyik & Jiri Bergs |
| 19:00           | rapport    |       |                      | Arena Hills, Sarajevo Spectateurs : huis clos Arbitrage : Yasin Alageyik & Jiri Bergs | Arena Hills, Sarajevo Spectateurs : huis clos Arbitrage : Yasin Alageyik & Jiri Bergs |

| 16 janvier 2021 | MIMEL Lučenec | 1 - 7 | KPRF | | |
| 17:00           |               |       |      | Športová hala Arena, Lučenec Spectateurs : huis clos Arbitrage : Šarūnas Tamulynas & Mantas Pomeckis | Športová hala Arena, Lučenec Spectateurs : huis clos Arbitrage : Šarūnas Tamulynas & Mantas Pomeckis |
| 17:00           | rapport       |       |      | Športová hala Arena, Lučenec Spectateurs : huis clos Arbitrage : Šarūnas Tamulynas & Mantas Pomeckis | Športová hala Arena, Lučenec Spectateurs : huis clos Arbitrage : Šarūnas Tamulynas & Mantas Pomeckis |

| 16 janvier 2021   | Omonia  | 0 - 2 | MVFC Berettyóújfalu | | |
| 19:00 (20:00 EET) |         |       |                     | Eleftheria Indoor Hall, Nicosie Spectateurs : huis clos Arbitrage : Vasilios Christodoulis & Antonios Adamopoulos | Eleftheria Indoor Hall, Nicosie Spectateurs : huis clos Arbitrage : Vasilios Christodoulis & Antonios Adamopoulos |
| 19:00 (20:00 EET) | rapport |       |                     | Eleftheria Indoor Hall, Nicosie Spectateurs : huis clos Arbitrage : Vasilios Christodoulis & Antonios Adamopoulos | Eleftheria Indoor Hall, Nicosie Spectateurs : huis clos Arbitrage : Vasilios Christodoulis & Antonios Adamopoulos |

| 16 janvier 2021 | Rekord Bielsko-Biała | 3 - 6 | United Galați | | |
| 16:00           |                      |       |               | Pod Debowcem Hall, Bielsko-Biała Spectateurs : huis clos Arbitrage : Ingo Heemsoth & Jacob Pawlowski | Pod Debowcem Hall, Bielsko-Biała Spectateurs : huis clos Arbitrage : Ingo Heemsoth & Jacob Pawlowski |
| 16:00           | rapport              |       |               | Pod Debowcem Hall, Bielsko-Biała Spectateurs : huis clos Arbitrage : Ingo Heemsoth & Jacob Pawlowski | Pod Debowcem Hall, Bielsko-Biała Spectateurs : huis clos Arbitrage : Ingo Heemsoth & Jacob Pawlowski |

## Huitièmes de finale

### Tirage au sort
Les seize équipes qualifiées sont classées en tête de série sur la base de leurs coefficients UEFA. Les deux représentants espagnols, portugais, kazakhes et russes sont les huit meilleures clubs retenus. Celles-ci jouent leur huitième de finale à domicile. Sur la base de restrictions politiques, les équipes de Russie et d'Ukraine ne peuvent pas être tirées l'une contre l'autre.
La rencontre KPRF-Olmissum est inversée.
| Têtes de série                                                                                    | Non-classées                                                                                           |
| ------------------------------------------------------------------------------------------------- | --- |
| - FC Barcelone - Inter FS - Sporting CP - Kairat - Benfica - KPRF - Gazprom-Ugra Yugorsk - Aktobe | - Dobovec - Prodexim Kherson - Chrudim - Vytis - Olmissum - MVFC Berettyóújfalu - United Galați - ACCS |

### Résultats
Sept des huit têtes de série se qualifient. Seul Aktobe, septième au coefficient UEFA en début de compétition, est éliminé à domicile par Dobovec, huitième meilleur coefficient.
| 19 février 2021 | Inter FS | 4 - 2 | Prodexim Kherson |                                             |                                             |
| 19:00           |          |       |                  | Pabellón Jorge Garbajosa, Torrejón de Ardoz | Pabellón Jorge Garbajosa, Torrejón de Ardoz |
| 19:00           | rapport  |       |                  | Pabellón Jorge Garbajosa, Torrejón de Ardoz | Pabellón Jorge Garbajosa, Torrejón de Ardoz |

| 18 février 2021     | Aktobe  | 1 - 2 | Dobovec |                                              |                                              |
| 11:00 (16:00 local) |         |       |         | Nur-Aman Sport and Recreation Center, Almaty | Nur-Aman Sport and Recreation Center, Almaty |
| 11:00 (16:00 local) | rapport |       |         | Nur-Aman Sport and Recreation Center, Almaty | Nur-Aman Sport and Recreation Center, Almaty |

| 20 février 2021     | Kairat  | 6 - 1 | United Galați |                                              |                                              |
| 13:00 (18:00 local) |         |       |               | Nur-Aman Sport and Recreation Center, Almaty | Nur-Aman Sport and Recreation Center, Almaty |
| 13:00 (18:00 local) | rapport |       |               | Nur-Aman Sport and Recreation Center, Almaty | Nur-Aman Sport and Recreation Center, Almaty |

| 20 février 2021 | Olmissum | 1 - 2 | KPRF |                                |                                |
| 19:30           |          |       |      | Sportska Dvorana Ribnjak, Omiš | Sportska Dvorana Ribnjak, Omiš |
| 19:30           | rapport  |       |      | Sportska Dvorana Ribnjak, Omiš | Sportska Dvorana Ribnjak, Omiš |

| 20 février 2021   | Benfica | 5 - 0 | MVFC Berettyóújfalu |                               |                               |
| 20:00 (19:00 WET) |         |       |                     | Pavilhão Fidelidade, Lisbonne | Pavilhão Fidelidade, Lisbonne |
| 20:00 (19:00 WET) | rapport |       |                     | Pavilhão Fidelidade, Lisbonne | Pavilhão Fidelidade, Lisbonne |

| 20 février 2021   | Gazprom-Ugra Yugorsk | 3 - 0 | Vytis |                                  |                                  |
| 13:00 (15:00 MSK) |                      |       |       | Triumph Sports Palace, Lyubertsy | Triumph Sports Palace, Lyubertsy |
| 13:00 (15:00 MSK) | rapport              |       |       | Triumph Sports Palace, Lyubertsy | Triumph Sports Palace, Lyubertsy |

| 19 février 2021 | FC Barcelone | 2 - 1 | ACCS |                            |                            |
| 20:00           |              |       |      | Palau Blaugrana, Barcelone | Palau Blaugrana, Barcelone |
| 20:00           | rapport      |       |      | Palau Blaugrana, Barcelone | Palau Blaugrana, Barcelone |

| 20 février 2021   | Sporting CP | 5 - 1 | Chrudim |                               |                               |
| 16:00 (15:00 WET) |             |       |         | Pavilhão João Rocha, Lisbonne | Pavilhão João Rocha, Lisbonne |
| 16:00 (15:00 WET) | rapport     |       |         | Pavilhão João Rocha, Lisbonne | Pavilhão João Rocha, Lisbonne |

## Finale à huit
Huit des neuf meilleures équipes au coefficient UEFA en début de compétition composent les membres du Final eight. Dobovec est la seule équipe à n'avoir jamais participé à la phase finale de la compétition.
Les huit équipes qualifiées sont classées en fonction de leur coefficient UEFA. Le premier reçoit le huitième, æ-cetera.

### Tableau
|  | Quarts-de-finale 28-29 avril 2021, à Zagreb | Quarts-de-finale 28-29 avril 2021, à Zagreb |              |      | Demi-finales 1er mai 2021, à Zagreb | Demi-finales 1er mai 2021, à Zagreb |  |  | Finales 3 mai 2021, à Zagreb | Finales 3 mai 2021, à Zagreb |
|  | Quarts-de-finale 28-29 avril 2021, à Zagreb | Quarts-de-finale 28-29 avril 2021, à Zagreb |              |      | Demi-finales 1er mai 2021, à Zagreb | Demi-finales 1er mai 2021, à Zagreb |  |  | Finales 3 mai 2021, à Zagreb | Finales 3 mai 2021, à Zagreb |
|  |                                             |                                             |              |      |                                     |                                     |  |  |                              |                              |
|  |                                             |                                             |              |      |                                     |                                     |  |  |                              |                              |
|  |                                             |                                             |              |      |                                     |                                     |  |  |                              |                              |
|  | FC Barcelone                                | 2                                           |              |      |                                     |                                     |  |  |                              |                              |
|  | FC Barcelone                                | 2                                           |              |      |                                     |                                     |  |  |                              |                              |
|  | Dobovec                                     | 0                                           |              |      |                                     |                                     |  |  |                              |                              |
|  | Dobovec                                     | 0                                           | FC Barcelone | 3    |                                     |                                     |  |  |                              |                              |
|  |                                             |                                             | FC Barcelone | 3    |                                     |                                     |  |  |                              |                              |
|  |                                             | Kairat                                      | 2            |      |                                     |                                     |  |  |                              |                              |
|  | Kairat                                      | Kairat                                      | 2            | 6 ap |                                     |                                     |  |  |                              |                              |
|  | Kairat                                      |                                             |              | 6 ap |                                     |                                     |  |  |                              |                              |
|  | Benfica                                     | 2                                           |              |      |                                     |                                     |  |  |                              |                              |
|  | Benfica                                     | 2                                           | FC Barcelone | 3    |                                     |                                     |  |  |                              |                              |
|  |                                             |                                             | FC Barcelone | 3    |                                     |                                     |  |  |                              |                              |
|  |                                             | Sporting CP                                 | 4            |      |                                     |                                     |  |  |                              |                              |
|  | Inter FS                                    | Sporting CP                                 | 4            | 3    |                                     |                                     |  |  |                              |                              |
|  | Inter FS                                    |                                             |              | 3    |                                     |                                     |  |  |                              |                              |
|  | Yugorsk                                     | 0                                           |              |      |                                     |                                     |  |  |                              |                              |
|  | Yugorsk                                     | 0                                           | Inter FS     | 2    |                                     |                                     |  |  |                              |                              |
|  |                                             |                                             | Inter FS     | 2    |                                     |                                     |  |  |                              |                              |
|  |                                             | Sporting CP                                 | 5            |      |                                     |                                     |  |  |                              |                              |
|  | Sporting CP                                 | Sporting CP                                 | 5            | 3    |                                     |                                     |  |  |                              |                              |
|  | Sporting CP                                 |                                             |              | 3    |                                     |                                     |  |  |                              |                              |
|  | KPRF                                        | 2                                           |              |      |                                     |                                     |  |  |                              |                              |
|  | KPRF                                        | 2                                           |              |      |                                     |                                     |  |  |                              |                              |

### Quarts de finale
| 28 avril 2021 | Kairat                                                                            | 6–2             | Benfica                            |                                                                      |                                                                      |
| 15:00         | Gadeia 15e 46e (pen.) · Edson 31e · Tursagulov 45e · Fernandinho 49e · Orazov 50e | (1-1, 2–2, 3-2) | Afonso Jesus 16e · Tiago Brito 35e | Krešimir Ćosić Hall, Zadar Arbitrage : Nikola Jelić & Borislav Kolev | Krešimir Ćosić Hall, Zadar Arbitrage : Nikola Jelić & Borislav Kolev |
| 15:00         | rapport                                                                           |                 |                                    | Krešimir Ćosić Hall, Zadar Arbitrage : Nikola Jelić & Borislav Kolev | Krešimir Ćosić Hall, Zadar Arbitrage : Nikola Jelić & Borislav Kolev |

| 28 avril 2021 | FC Barcelone            | 2–0 | Dobovec |                                                                    |                                                                    |
| 20:00         | Ferrão 9e · Aicardo 12e |     |         | Krešimir Ćosić Hall, Zadar Arbitrage : Ondřej Černý & Gábor Kovács | Krešimir Ćosić Hall, Zadar Arbitrage : Ondřej Černý & Gábor Kovács |
| 20:00         | rapport                 |     |         | Krešimir Ćosić Hall, Zadar Arbitrage : Ondřej Černý & Gábor Kovács | Krešimir Ćosić Hall, Zadar Arbitrage : Ondřej Černý & Gábor Kovács |

| 29 avril 2021 | Inter FS                      | 3–0 | Gazprom-Ugra Yugorsk |                                                                                 |                                                                                 |
| 15:00         | Cecílio 15e 37e · Tripodi 34e |     |                      | Krešimir Ćosić Hall, Zadar Arbitrage : Angelo Galante (Italy) & Nicola Manzione | Krešimir Ćosić Hall, Zadar Arbitrage : Angelo Galante (Italy) & Nicola Manzione |
| 15:00         | rapport                       |     |                      | Krešimir Ćosić Hall, Zadar Arbitrage : Angelo Galante (Italy) & Nicola Manzione | Krešimir Ćosić Hall, Zadar Arbitrage : Angelo Galante (Italy) & Nicola Manzione |

| 29 avril 2021 | Sporting CP                           | 3–2 | KPRF                    |                                                                             |                                                                             |
| 20:00         | Cavinato 1re 14e · Vinícius Rocha 16e |     | Niyazov 9e · Asadov 15e | Krešimir Ćosić Hall, Zadar Arbitrage : Cédric Pelissier & Victor Berg-Audic | Krešimir Ćosić Hall, Zadar Arbitrage : Cédric Pelissier & Victor Berg-Audic |
| 20:00         | rapport                               |     |                         | Krešimir Ćosić Hall, Zadar Arbitrage : Cédric Pelissier & Victor Berg-Audic | Krešimir Ćosić Hall, Zadar Arbitrage : Cédric Pelissier & Victor Berg-Audic |

### Demi-finales
| 1er mai 2021 | Inter FS                         | 2–5 | Sporting CP                                                         |                                                                      |                                                                      |
| 15:00        | Borja 12e · Tomás Paçó 32e (csc) |     | Cavinato 2e · Guitta 12e · Taynan 24e · Pany Varela 35e · Erick 40e | Krešimir Ćosić Hall, Zadar Arbitrage : Angelo Galante & Gábor Kovács | Krešimir Ćosić Hall, Zadar Arbitrage : Angelo Galante & Gábor Kovács |
| 15:00        | rapport                          |     |                                                                     | Krešimir Ćosić Hall, Zadar Arbitrage : Angelo Galante & Gábor Kovács | Krešimir Ćosić Hall, Zadar Arbitrage : Angelo Galante & Gábor Kovács |

| 1er mai 2021 | FC Barcelone       | 3–2 | Kairat                       |                                                                        |                                                                        |
| 20:00        | Ferrão 15e 20e 32e |     | Fávero 25e · Fernandinho 36e | Krešimir Ćosić Hall, Zadar Arbitrage : Cédric Pelissier & Ondřej Černý | Krešimir Ćosić Hall, Zadar Arbitrage : Cédric Pelissier & Ondřej Černý |
| 20:00        | rapport            |     |                              | Krešimir Ćosić Hall, Zadar Arbitrage : Cédric Pelissier & Ondřej Černý | Krešimir Ćosić Hall, Zadar Arbitrage : Cédric Pelissier & Ondřej Černý |

### Finale
| 3 mai 2021 | FC Barcelone                             | 3–4 | Sporting CP                                          |                                                                      |                                                                      |
| 20:00      | Marcênio 1re · Ximbinha 18e · Ferrão 38e |     | Zicky 26e · Erick 28e · João Matos 31e · Pauleta 37e | Krešimir Ćosić Hall, Zadar Arbitrage : Nikola Jelić & Borislav Kolev | Krešimir Ćosić Hall, Zadar Arbitrage : Nikola Jelić & Borislav Kolev |
| 20:00      | rapport                                  |     |                                                      | Krešimir Ćosić Hall, Zadar Arbitrage : Nikola Jelić & Borislav Kolev | Krešimir Ćosić Hall, Zadar Arbitrage : Nikola Jelić & Borislav Kolev |